# Carl Friedrich Petzold (Pädagoge)
Carl Friedrich Petzold (* 27. Mai 1675 in Ottendorf bei Pirna; † 30. Mai 1731 in Leipzig) war ein deutscher Schriftsteller und Pädagoge.

## Leben
Pezold wurde 1675 bei Pirna als Sohn des Archdiakons von Torgau Georg Friedrich Petzold geboren. Im Jahr 1695 studierte er Theologie und Philosophie an der Universität Leipzig. Er erhielt 1696 den Baccalaureus der Philosophie und 1698 seinen Magister. Er wurde 1703 Tertius der Nikolaischule und 1704 der Thomasschule zu Leipzig. Später wurde er dessen Konrektor. Im Jahr 1710 wurde er Assessor der Philosophischen Fakultät der Universität Leipzig. Er wurde durch seine schriftstellerische Tätigkeit und seine Herausgeberschaft berühmt.